# Wedelheine
Wedelheine is een plaats in de Duitse gemeente Meine, deelstaat Nedersaksen, en telt 866 inwoners (2006).